# ジェニファー・ワース
ジェニファー・ワース(Jennifer Worth、1935年9月25日 - 2011年5月31日)は、イギリスの看護師(登録看護師、登録助産師)で、音楽家。彼女は、ロンドンのイーストエンドの貧民街での助産師としての自分の仕事を三部作の回顧録として執筆、これがベストセラーになった。三部作は、『来て、助産婦さん』(Call the Midwife)、『救護院の陰』(Shadows of the Workhouse)、そして『イーストエンドにさようなら』(Farewell to The East End)で、第1巻は既に2016年にクオリティケアから邦訳がある。TVシリーズ「Call the Midwife」は、彼女の本に基づいたもので、2012年1月15日からBBC 1で放送が始まった。日本では、「コール・ザ・ミッドワイフ　ロンドン助産師物語」のタイトルで動画配信サイトで配信された。

## 履歴
ワースは、エセックス州のクラクトン・オン・シーに、ジェニファー・リーとして生まれ、バッキンガム州のアマーシャムで育った。
15歳で義務教育を終えた後 、速記とタイピングを学び、ドクター・チャロンナーズ・グラマースクールの校長の秘書になった。その後、バークシャー州のレディングにある国立バークシャー病院で看護師としての訓練を受け、更に助産師としての訓練を受けるためにロンドンに。
リーは、1950年代前半、ホワイトチャペルの王立ロンドン病院に看護師として就職した。また聖公会の女子修道会である聖ヨハネ神聖修道会と共に、貧しい人たちの救済のために働いた
彼女はその後、ブルームズベリーのエリザベス・ガレット・アンダーソン病院で、病棟看護師として、更にハムステッドのマリー・キューリー病院でも働いた 。
1963年、フィリップ・ワースと結婚し、２人の娘が生まれた。ワースは、1973年、看護師の仕事をやめ、音楽への関心を追求することにした。 
1974年、彼女は、ピアノと歌唱を学んだロンドン音楽大学で、音楽教師の資格をとって卒業した。1984年にフェローの資格を得て、イギリスやヨーロッパ中でソリストとして、またオーケストラとの共演でも活動した。
彼女はその後執筆活動を始め、彼女の回顧録の最初の巻『助産師さん、来て!』が、2002年に出版された。この本が2007年に再度刊行されるとたちまちベストセラーになった。『救護院の陰』(2005年、再刊2008年)、そして『イーストエンドにさようなら』(2009年)もベストセラーになった。
 三部作は、イギリス国内だけで100万部を売り上げた。第4巻『人生の真っ只中で』(In the Midst of Life)は、2010年に刊行された。ワースは、ここでは末期の患者さんたちの看護について思いを吐露している。

## 活動
ワースは、マイク・リー監督の2004年の映画、望まない妊娠をしてしまった女性たちの堕胎の手伝いをする女性を描いた「ヴェラ・ドレイク」について、現実とそぐわない描写があることに批判的だった。そこで描かれている方法は、短時間で痛みも少ないように描写されているが、実際のところは女性にとって命の危険もあるもので、好ましくないと主張した。

## 死去
ワースは、2011年5月31日に亡くなった。彼女はその年のはじめに食道がんとの診断を受けていた。1950年代後半のロンドンのポプラー地区での彼女の経験に基づいたBBCのTVシリーズ「助産師さん、来て!」の第一話は彼女に捧げられた。

## 著作
- Eczema and Food Allergy: The Hidden Cause? ISBN 978-1872560182 (1997)
- Call the Midwife (book) (First book in the Midwife trilogy) ISBN 978-0297868781 (2002)

『来て!助産婦さん』クオリティケア、2016年ISBN 978-4904363515
- Shadows of the Workhouse (Second book in the Midwife trilogy) ISBN 978-0297853268 (2005)
- Farewell to the East End (Third book in the Midwife trilogy) ISBN 978-0753823064 (2009)
- In the Midst of Life ISBN 978-0297859581 (2010)